# Hylaeus innocens
Hylaeus innocens är en biart som först beskrevs av Cameron 1898.  Hylaeus innocens ingår i släktet citronbin, och familjen korttungebin. Inga underarter finns listade i Catalogue of Life.